# 塞韦索河畔伦塔泰
塞韦索河畔伦塔泰（義大利語：Lentate sul Seveso），是意大利蒙萨和布里安萨省的一个市镇。总面积14平方公里，人口15432人，人口密度1102.3人/平方公里（2009年）。ISTAT代码为015119。